# Шокен, Шломо Залман
Шломо Залман Шокен (нем. Salman Schocken; 30 октября 1877, Маргонин, Германская империя — 6 августа 1959, Понтрезина, Швейцария) — германский, палестинский и американский предприниматель, филантроп и сионистский деятель. Сооснователь и совладелец сети универсальных магазинов в Германии, основатель издательства Schocken, в разные периоды действовавшего в Германии, подмандатной Палестине и США. Участник Всемирных сионистских конгрессов, член совета директоров Еврейского национального фонда, основатель Института исследования средневековой еврейской поэзии в Берлине, председатель исполнительного комитета Еврейского университета в Иерусалиме. Отец издателя Гершома Шокена.

## Биография
Залман Шокен родился в Маргонине (провинция Позен) в семье ашкеназских евреев. Его дед Авраам в 1830-е годы, когда прусские власти потребовали от польских евреев обзавестись фамилиями, выбрал свою в честь городка Шокен, где в это время проживал. В середине века семья перебралась в Маргонин, где в 1874 году родился старший брат Залмана, Симон, а три года спустя сам Залман. Их отец, Исаак, отслужив в прусской артиллерии, к этому времени содержал в Маргонине лавку.
Залман получил традиционное еврейское образование, а также общее образование в немецкой начальной школе. По исполнении 14 лет он был взят учеником в Замочин, где знакомый его отца также содержал лавку, и в следующие три года активно занимался самообразованием. С 17 лет он обучался нюансам торгового дела в Гнезене, затем в Берлине и Лейпциге.
В 1901 году вместе со старшим братом Симоном (погибшим в автокатастрофе в 1930 году) Залман Шокен открыл в Цвиккау универсальный магазин. Методы торговли, применявшиеся братьями, оказались эффективными, их магазин пользовался популярностью и со временем его филиалы открылись в других городах Германии. К 1930 году число универсальных магазинов фирмы I. Schocken Sohne (с нем. — «Сыновья И. Шокена») достигло 19, в них работало шесть тысяч служащих, а объём годовых продаж достиг миллиона марок. С 1919 года Залман Шокен занял пост президента Федерации универсальных магазинов, а также непродолжительное время был членом Рейхсвиртшафтсрата — экономического совета Веймарской республики. В 1931 году он открыл в Берлине книжное издательство, носящее его имя. Среди первых изданий Schocken Verlag были первые тома немецкого перевода Библии, авторами которого были Мартин Бубер и Франц Розенцвейг, в дальнейшем издательство выпускало многочисленную литературу на еврейскую тематику и книги германских еврейских авторов; международную известность оно получило после выхода собрания сочинений Кафки.
Одновременно с коммерческой деятельностью Шокен продолжал заниматься самообразованием. Значительные доходы позволили ему приобретать редкие издания, в том числе книги еврейских мыслителей и теологов, и в его доме в Цвиккау со временем собралась богатая коллекция библиографических редкостей. В частной библиотеке Шокена насчитывалось около 60 тысяч томов, в том числе значительное количество инкунабул. Он выступал и как меценат, оказывая помощь писателям — еврейским (Шаулю Черниховскому и Ш.-Й. Агнону) и нееврейским. В 1930 году на его деньги в Берлине был открыт Институт исследования средневековой еврейской поэзии.
В 1912 году Шокен присоединился к сионистскому движению. В дальнейшем он возглавил комитет по культуре Сионистской организации Германии. После Первой мировой войны Шокен принимал участие во Всемирных сионистских конгрессах и конференциях, входил в состав исполкома Всемирной сионистской организации и в её экономическую и финансовую комиссии, а также в совет директоров Еврейского национального фонда. На его деньги фонд приобрёл обширные земли вокруг Хайфы и финансировал их экономическое развитие.
Вскоре того, как в 1933 году в Германии к власти пришли нацисты, Залман Шокен с семьёй эмигрировал в подмандатную Палестину. Туда же были переведены основанные им издательство и Институт исследования средневековой еврейской поэзии, перевезены его обширные коллекции. Основанная им и его братом сеть универсальных магазинов в 1938 году была продана арийским владельцам. С 1933 года Залман Шокен входил в исполнительный комитет Еврейского университета в Иерусалиме (в 1935—1945 годах занимая пост его председателя); в 1936 году на его средства была построена университетская библиотека, носящая его имя. При его участии были также построены университетский медицинский центр на горе Скопус, спортивный комплекс и сельскохозяйственный институт в Реховоте. В середине 1930-х годов Залман Шокен приобрёл палестинскую газету на иврите «Гаарец», главным редактором которой стал его сын Густав (Гершом).
С 1940 года Залман Шокен проживал в Нью-Йорке. В 1945 году он открыл там издательство Schocken Books; с этого времени тель-авивское издательство Шокена публиковало главным образом книги на иврите, а нью-йоркское — на английском языке. Шокен умер в августе 1959 года в Швейцарии от инфаркта и был похоронен в Иерусалиме. Он оставил после себя четверых сыновей и дочь, трое из которых также посвятили себя издательскому делу; его жена Лили скончалась за год до этого.

## Признание заслуг
Залман Шокен, никогда не получавший формального высшего образования, являлся обладателем почётных учёных степеней ряда американских вузов. Его имя носят библиотека Еврейского университета в Иерусалиме и Институт Шокена, основанный после его смерти. Этот институт был создан на базе личных коллекций Шокена (завещанных им Еврейскому университету) и основанного им Института исследования средневековой еврейской поэзии. Залман Шокен выведен под именем господина Люблина в одном из романов Ш.-Й. Агнона (издан после смерти автора с помощью внучек Шокена).